# Futbol'nyj Klub Ufa 2011-2012
Questa voce raccoglie le informazioni riguardanti il Ufa nelle competizioni ufficiali della stagione 2011-2012.

## Stagione
Arrivata al secondo posto nel Girone Urali-Volga di Vtoroj divizion a pari merito col Neftechimik, la squadra conquistò l'accesso alla seconda serie per ripescaggio.

## Rosa
| N. |                   | Ruolo | Calciatore           |
| -- | ----------------- | ----- | -------------------- |
| 1  | Russia (bandiera) | P     | Evgeni Kobozev       |
| 2  | Russia (bandiera) | D     | Sergey Nikulov       |
| 3  | Russia (bandiera) | D     | Pavel Alikin         |
| 4  | Russia (bandiera) | C     | Sergey Osadchuk      |
| 5  | Russia (bandiera) | C     | Sergey Mironov       |
| 7  | Russia (bandiera) | C     | Aleksandr Vasiljev   |
| 8  | Russia (bandiera) | C     | Maksim Malakhovski   |
| 9  | Russia (bandiera) | A     | Konstantin Ionov     |
| 10 | Russia (bandiera) | A     | Vitali Galysh        |
| 11 | Russia (bandiera) | A     | Sergey Tyupikov      |
| 13 | Russia (bandiera) | C     | Azamat Zaseev        |
| 14 | Russia (bandiera) | A     | Mikhail Mysin        |
| 15 | Russia (bandiera) | C     | Aleksandr Omelchenko |
| 16 | Russia (bandiera) | A     | Stanislav Dubrovin   |
| 17 | Russia (bandiera) | D     | Aleksandr Vasilenko  |
| 20 | Russia (bandiera) | C     | Nail Khabibullin     |

| N. |                   | Ruolo | Calciatore           |
| -- | ----------------- | ----- | -------------------- |
| 21 | Russia (bandiera) | C     | Pavel Dorokhin       |
| 22 | Russia (bandiera) | P     | Dmitriy Izotov       |
| 23 | Russia (bandiera) | A     | Aleksandr Kozlov     |
| 24 | Russia (bandiera) | D     | Anton Vasiljev       |
| 25 | Russia (bandiera) | C     | Dmitri Podruzhko     |
| 27 | Russia (bandiera) | D     | Aleksandr Ionov      |
| 28 | Russia (bandiera) | C     | Evgeniy Dukhnov      |
| 30 | Russia (bandiera) | C     | Valiabdula Magomedov |
| 31 | Russia (bandiera) | C     | Sergey Chasovskiy    |
| 45 | Russia (bandiera) | P     | Pavel Gureev         |
| 77 | Russia (bandiera) | A     | Maksim Lepskiy       |
| 80 | Russia (bandiera) | D     | Leonid Belousov      |
| 88 | Russia (bandiera) | C     | Andrey Kireev        |
| 90 | Russia (bandiera) | A     | Pavel Vasiljev       |
| 99 | Russia (bandiera) | A     | Mikhail Markosov     |

## Risultati

### Campionato
| Arbitro: | Andrey Khudorozhkov |

|                                |           |                      |
| Konstantin Ionov 12’, 59’, 81’ | Marcatori | 60’ Maksim Boychenko |

| Arbitro: | Sergey Kulikov |

|  |           |                    |
|  | Marcatori | 63’ Maksim Lepskiy |

| Arbitro: | Stanislav Vasiljev |

|                     |           |  |
| Evgeniy Dukhnov 42’ | Marcatori |  |

| Arbitro: | Aleksandr Borisov |

|  |           |                                        |
|  | Marcatori | 31’ Vadim Yanchuk 74’ Konstantin Ionov |

| Ufa 18 maggio 2011, ore 15:00 5ª giornata | Ufa                | 0 – 0 referto | Neftechimik | Stadio Neftjanik (3.800 spett.)\| Arbitro: \| Aleksandr Korobkov \| |
| Arbitro:                                  | Aleksandr Korobkov |               |             |                                                                     |

| Perm' 24 maggio 2011, ore 15:30 6ª giornata | Oktan Perm'    | 0 – 0 referto | Ufa | Stadio Zvezda (1.000 spett.)\| Arbitro: \| Igor Nizovtsev \| |
| Arbitro:                                    | Igor Nizovtsev |               |     |                                                              |

| Ufa 30 maggio 2011, ore 15:00 7ª giornata | Ufa           | 0 – 0 referto | Syzran'-2003 | Stadio Neftjanik (4.000 spett.)\| Arbitro: \| Eduard Schulz \| |
| Arbitro:                                  | Eduard Schulz |               |              |                                                                |

| Arbitro: | Oleg Zlygostev |

|                    |           |  |
| Anton Vasiljev 20’ | Marcatori |  |

| Arbitro: | Aleksey Shishkin |

|  |           |                               |
|  | Marcatori | 42’ (rig.) Aleksandr Vasiljev |

| Ufa 18 giugno 2011, ore 13:00 10ª giornata | Ufa           | 0 – 0 referto | Chimik Dzeržinsk | Stadio Neftjanik (2.400 spett.)\| Arbitro: \| Anton Batalov \| |
| Arbitro:                                   | Anton Batalov |               |                  |                                                                |

| Učaly 24 giugno 2011, ore 15:00 11ª giornata | Gornjak Učaly  | 0 – 0 referto | Ufa | Stadio Gornjak (2.400 spett.)\| Arbitro: \| Sergey Kulikov \| |
| Arbitro:                                     | Sergey Kulikov |               |     |                                                               |

| Ufa 30 giugno 2011, ore 16:00 12ª giornata | Ufa             | 0 – 0 referto | Zenit-Iževsk | Stadio Neftjanik (3.000 spett.)\| Arbitro: \| Valeriy Romanov \| |
| Arbitro:                                   | Valeriy Romanov |               |              |                                                                  |

| Arbitro: | Evgeniy Lekanov |

|                                                                    |           |  |
| Vladimir Ivanov 36’ (rig.) Denis Uryvkov 68’ Nikolay Ermolenko 75’ | Marcatori |  |

| Ufa 13 luglio 2011, ore 16:00 14ª giornata | Ufa                | 0 – 0 referto | Akademija Dimitrovgrad | Stadio Neftjanik (2.000 spett.)\| Arbitro: \| Stanislav Vasiljev \| |
| Arbitro:                                   | Stanislav Vasiljev |               |                        |                                                                     |

| Ul'janovsk 21 luglio 2011, ore 18:00 15ª giornata | Volga Uljanovsk | 0 – 0 referto | Ufa | Trud Stadium (5.500 spett.)\| Arbitro: \| Aleksey Sukhoy \| |
| Arbitro:                                          | Aleksey Sukhoy  |               |     |                                                             |

| Arbitro: | Sergey Khudorozhkov |

|                                                        |           |  |
| Vitali Galysh 50’ Maksim Lepskiy 52’ Vitali Galysh 53’ | Marcatori |  |

| Arbitro: | Vyacheslav Popov |

|                                               |           |  |
| Yuri Budylin 51’ (rig.) Aleksey Kotlyarov 78’ | Marcatori |  |

| Arbitro: | Mikhail Nebogatikov |

|                   |           |  |
| Maksim Lepskiy 4’ | Marcatori |  |

| Arbitro: | Anton Batalov |

|  |           |                                        |
|  | Marcatori | 31’ Pavel Alikin 90'+1’ Maksim Lepskiy |

| Arbitro: | Mikhail Belov |

|  |           |                                                                          |
|  | Marcatori | 49’ (rig.) Maksim Malakhovski 64’ Valiabdula Magomedov 84’ Andrey Kireev |

| Arbitro: | Aleksandr Korobkov |

|                                            |           |                    |
| Andrey Kireev 28’ Valiabdula Magomedov 37’ | Marcatori | 6’ Maksim Fedoseev |

| Arbitro: | Dmitri Veselov |

|                           |           |                                                  |
| Aleksandr Manukovskiy 29’ | Marcatori | 3’ (rig.) Valiabdula Magomedov 53’ Mikhail Mysin |

| Arbitro: | Igor Nizovtsev |

|                   |           |  |
| Mikhail Mysin 33’ | Marcatori |  |

| Arbitro: | Aleksandr Borisov |

|                                          |           |                                                                      |
| Vyacheslav Tkachev 83’ Vasiliy Panev 89’ | Marcatori | 16’ Maksim Malakhovski 71’ Vitali Galysh 80’ (rig.) Mikhail Markosov |

| Arbitro: | Sergey Kulikov |

|                                                              |           |                 |
| Valiabdula Magomedov 9’ (rig.) Maksim Malakhovski 67’ (rig.) | Marcatori | 72’ Anton Kilin |

| Arbitro: | Yuriy Ermolov |

|                      |           |  |
| Dmitri Shestakov 15’ | Marcatori |  |

| Arbitro: | Aleksey Shishkin |

|                               |           |                        |
| Maksim Malakhovski 59’ (rig.) | Marcatori | 90’ Aleksandr Burmatov |

| Arbitro: | Aleksey Sukhoy |

|  |           |                                     |
|  | Marcatori | 23’ Mikhail Mysin 60’ Vitali Galysh |

| Arbitro: | Mikhail Belov |

|                                   |           |  |
| Mikhail Mysin 2’ Vitali Galysh 6’ | Marcatori |  |

| Arbitro: | Aleksandr Korobkov |

|  |           |                                          |
|  | Marcatori | 79’ Maksim Malakhovski 83’ Vitali Galysh |

| Ufa 18 aprile 2012, ore 16:00 31ª giornata | Ufa             | 0 – 0 referto | Neftechimik | Stadio Neftjanik (3.500 spett.)\| Arbitro: \| Lasha Verulidze \| |
| Arbitro:                                   | Lasha Verulidze |               |             |                                                                  |

| Arbitro: | Mikhail Nebogatikov |

|  |           |                                        |
|  | Marcatori | 56’ Maksim Lepskiy 75’ Sergey Osadchuk |

| Arbitro: | Stanislav Vasiljev |

|                                                            |           |                                            |
| Pavel Alikin 45’ Mikhail Markosov 77’ Mikhail Markosov 82’ | Marcatori | 60’ Aleksandr Vasiljev 78’ Andrey Samoilov |

| Arbitro: | Aleksandr Korobkov |

|                             |           |  |
| Mikhail Markosov 46’ (rig.) | Marcatori |  |

| Arbitro: | Valeriy Romanov |

|                                             |           |                                          |
| Ruslan Galiakberov 45’ Roman Kosyanchuk 90’ | Marcatori | 3’ Aleksandr Vasilenko 21’ Andrey Kozlov |

| Arbitro: | Andrey Khudorozhkov |

|                                                             |           |  |
| Aleksandr Vasilenko 15’ Andrey Kozlov 41’ Mikhail Mysin 67’ | Marcatori |  |

| Arbitro: | Sergey Kulikov |

|                      |           |                                                         |
| Viktor Karpukhin 76’ | Marcatori | 52’ Andrey Kozlov 53’ Mikhail Mysin 71’ Evgeniy Dukhnov |

| Arbitro: | Mikhail Belov |

|                                                       |           |  |
| Aleksandr Vasilenko 45'+1’ (rig.) Evgeniy Dukhnov 77’ | Marcatori |  |

| Arbitro: | Stanislav Vasiljev |

|                      |           |                                                                        |
| Aleksandr Bagaev 53’ | Marcatori | 8’ (rig.) Mikhail Markosov 34’ Valiabdula Magomedov 50’ Maksim Lepskiy |

### Coppa di Russia
| Arbitro: | Aleksey Shishkin |

|  |                      |  |
|  | Tiri di rigore 4 – 3 |  |